# Kehle (Körperteil)

Das Wort Kehle (lateinisch gula oder iugulum) bezeichnet, da die deutsche Sprache hier (wie bei den Wörtern „Hals“ und „Brust“) nicht zwischen Außen und Innen unterscheidet, folgende Körperteile:
1. den vorderen, den Kehlkopf (gr. „larynx“) und Rachen (gr. „pharynx“) umschließenden äußeren Teil des Halses unter dem Kinn,
2. die im Innern des Halses gelegenen oberen Teile von Luftröhre (gr. „trachea“)[1][2] und Speiseröhre (gr. -lat. „oesophagus“)[1][2] sowie den Kehlkopf.

Andere Bezeichnungen  für Kehle (in beiderlei Wortsinn) sind Gurgel, Strosse (westmittelhochdeutsch) und Kragen (heute ungebräuchlich).
Der Ausdruck Kehle kommt nicht nur beim Menschen, sondern teilweise auch bei höheren Wirbeltieren zur Anwendung.

## Etymologie
Kehle ist ein auf das Westgermanische beschränktes Substantiv.
1. althochdeutsch kela
2. mittelhochdeutsch kel(e)
3. niederländisch keel
4. altenglisch ceole

Die westgermanische Wortgruppe geht mit den verwandten Wörtern auf eine Wurzel gel- „verschlingen“ zurück.
In der altirischen Sprache bedeutet gelid „verschlingt, verzehrt, frisst“.
Auf der Nebenform guel- beruht das lateinische gula „Schlund, Speiseröhre“.
Wie das zu schlingen gebildete Schlund hat auch das Wort Kehle die Bedeutung „Schlucht, Vertiefung“ entwickelt. (Siehe oben, Bedeutung 2.).

## Anatomie
Während in den älteren Anatomiewerken die Kehle als vordere Halsregion dem Nacken als hintere Halsregion gegenübergestellt wurde, ist der Begriff in der modernen Anatomie nicht mehr genau definiert. Hier wird der Hals in eine vordere, seitliche und hintere Halsregion (Regio cervicalis anterior, lateralis et posterior, in der Veterinäranatomie Regio colli anterior, lateralis et posterior) untergliedert. Der obere Teil der vorderen Halsregion entspricht weitestgehend der Kehle im volkstümlichen Sinn. Die Regio cervicalis anterior wird weiter untergliedert in das Unterkieferdreieck (Trigonum submandibulare), das Kinndreieck (Trigonum submentale), das Karotisdreieck (Trigonum caroticum) und das Muskeldreieck (Trigonum musculare sive omotracheale). Seitlich wird die vordere Halsregion vom Musculus sternocleidomastoideus begrenzt.
Siehe auch: Kniekehle